# Murole

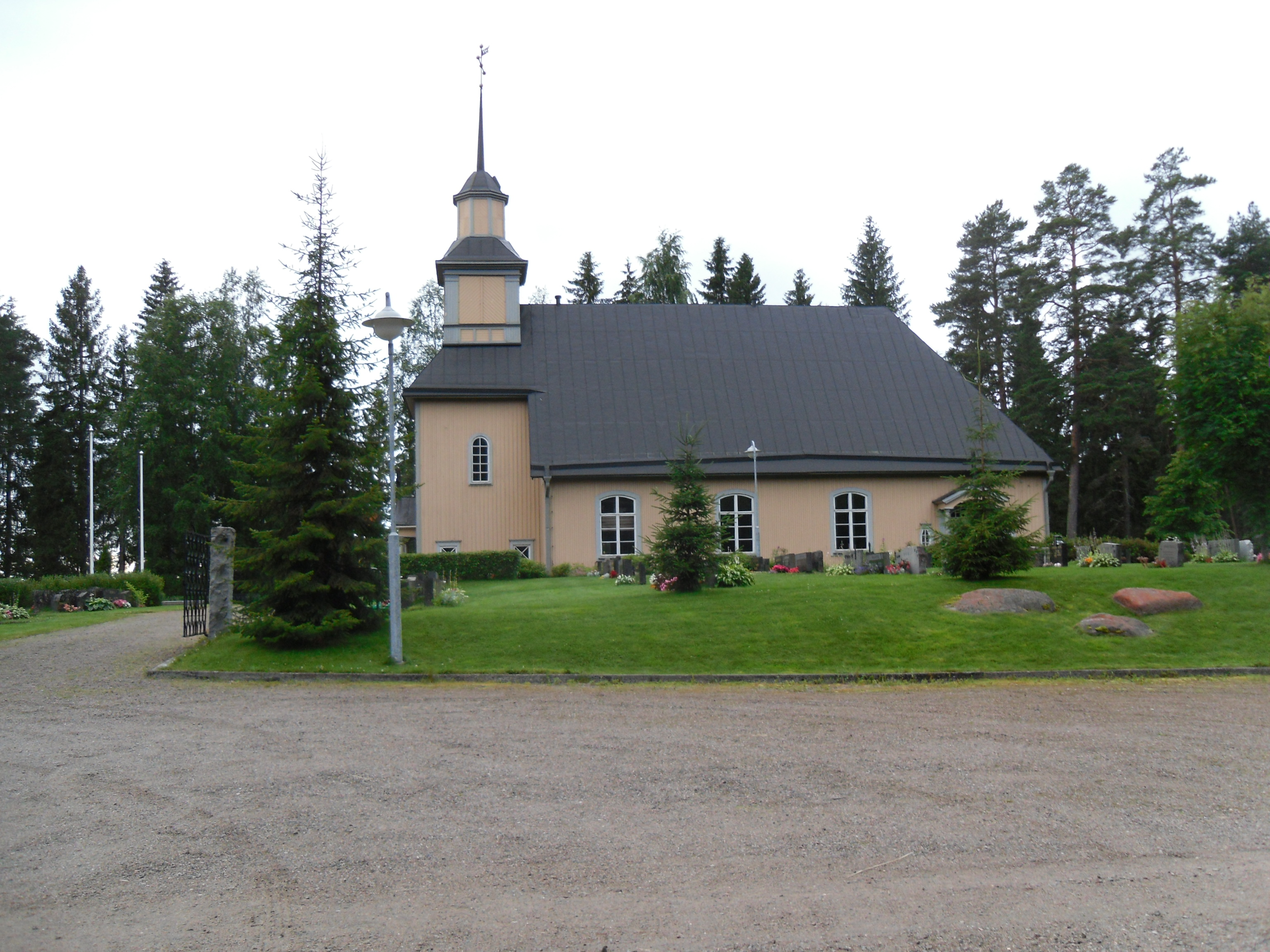
Murole kyrka.

Murole är en by i södra delen av Ruovesi kommun i Finland. I byn finns Murole kanal från 1854 och Murole kyrka invigd 1933. Från Murole är det landvägen cirka 25 kilometer till Ruovesi kyrkoby och cirka 50 kilometer till Tammerfors.